# Балчо войвода
Балчо войвода е роден и действал първоначално в Панагюрско. По време на въстанието на Карпош е в Кюстендилско и Щипско, а в началото на 18 век води дружина в Тимошко и района на Расинско и Крушевац.
Той е началник на отряд сеймени, които са набирани от местното население и на които е възложено да преследват хайдутите. Но както на много места в тия размирни години и сеймените се надигат против османската власт. В една заповед от първата половина на октомври 1689 г. до служебни лица във войнишките селища се съобщава, че „Балчо заедно с хората си шетал из каза Татарпазарджик, избивал хора, ограбвал имущества и нямат край подобните му метежи и разбойничества“. И вместо населението да ги преследва, хората от войнушките селища Панагюрище, Копривщица, Мечка и Поибрене укривали хайдутите и дори ги подпомагали в техните действия. От властите се изисква споменатине Балчо и хората му на всяка цена да бъдат заловени.
Името на Балчо се среща в изворите 18 години по-късно. В една султанска заповед от края на януари 1708 г. до градоначалника на Белоградчик се съобщава, че преди време в околностите на Кюстендил и на Щип се бил появил хайдутинът Балчо, който със своите бунтовници върлувал и причинявал щети на мюсюлманите. Тук той действал със своя сподвижник Алагьоз. След това двамата преминали и се установили в санджака Аладжа Хисар (Крушевац). По-късно напуснали този санджак и дошли в района на Белоградчик. Тук Балчо взел от крепостта няколко бойци, с чиято помощ пренесъл вещите си от Аладжа Хисар, в този край. Научавайки всичко това, управителят на Румелия наредил на властите във Видин и Белоградчик да извършат разследване и да установят къде се намират въпросните хайдути.
Сведения за неговата дейност са се запазили във видинския съдебен регистър от началото на 18 век.